# 芭黎絲·希爾頓
芭黎絲·惠妮·希爾頓（英語：Paris Whitney Hilton，1981年2月17日—，又譯巴黎·希爾頓或派瑞絲·希爾頓）是美國媒體名人、企業家、名媛、模特兒、歌手、演員和DJ。她出生於紐約市，並在紐約和洛杉磯成長，為希爾頓酒店創始人康拉德·希尔顿的曾孫女。芭黎絲首次受到公眾關注是在1990年代末期，因其活躍於紐約市的社交圈。2000年，她開始進入時尚模特兒界，並於2001年被譽為「紐約領軍名媛」。2003年，她與好友妮可·里奇共同出演的真人秀節目《拜金女新體驗》（2003-2007年）以及與前男友里克·薩洛蒙的性愛錄像（2003年外洩，2004年以《芭黎絲的1夜》之名公開發佈），讓他迅速成為全球矚目的焦點。
芭黎絲·希爾頓的媒體事業的媒體事業還包括多部真人秀節目，如《芭黎絲的徵心好友》（2008-2009年）、《芭黎絲的世界》（2011年）、《好萊塢愛情故事》（2018年）、《芭莉絲·希爾頓：千金私廚》（2021年）及《愛在芭黎絲》（2021年至今）；紀錄片如《不是法國的巴黎》（2008）、《美國迷因》（2018年）及《這是芭黎絲》（2020年）；自傳書《繼承人的自白》（2004年）、《你的繼承人日記》（2005年）、《芭黎絲回憶錄》（2023年）；以及播客《我是芭黎絲》（2021年至今）。她也參與了電影《恐怖蠟像館》（2005年）和《遺傳歌劇》（2008年），並發行了音樂專輯《Paris》（2006年）及《無限偶像》（2024年）。自2012年以來，他也開始以DJ的身份進行表演。
作為一位備受爭議且多次涉及法律問題的公眾人物，希爾頓被認為是2000年代「因出名而出名」現象復興的代表。批評者認為他象徵著「名媛」文化的崛起，通過繼承財富及奢華生活方式而家喻戶曉，引發當時媒體的廣泛關注，成為熱門輿論及諷刺對象。福布斯雜誌於2004年、2005年和2006年將她列為世界百大名人權力榜，並於2006年和2008年將她評為最「過度曝光」的名人之一。希爾頓將她的名氣轉化為多項商業機會，並推出了包括香水在內的多條產品線，在全球開設精品店，甚至在菲律賓開設了一個城市沙灘俱樂部。截至2020年，僅其香水產品線就已創造超過25億美元的收入。

## 早期生活和家庭背景

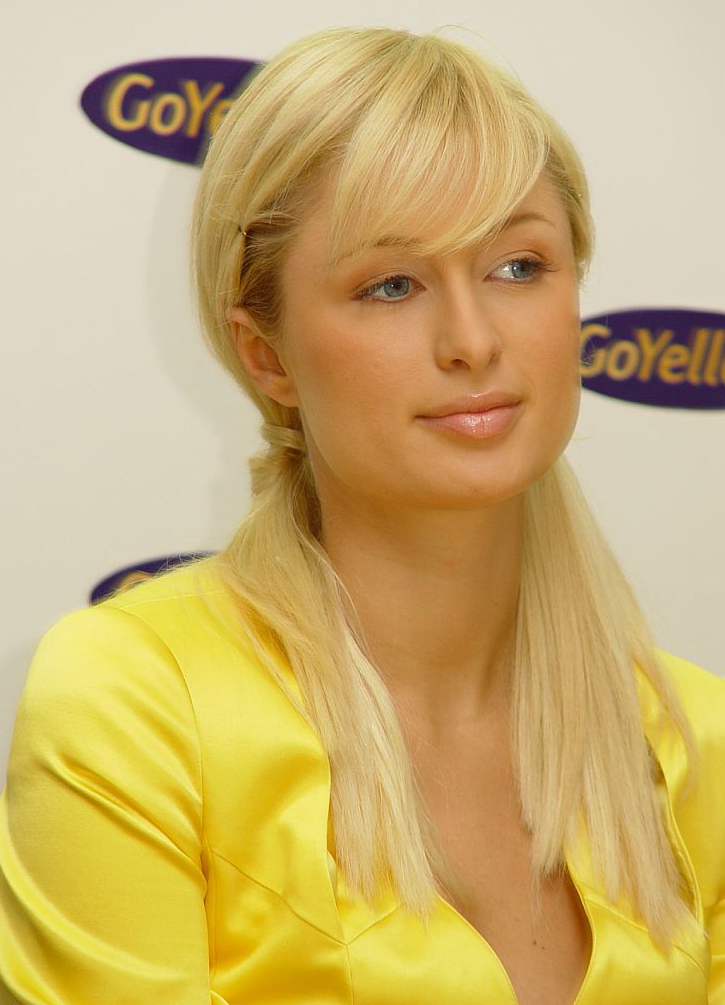
芭黎絲·希爾頓在慕尼黑，攝於2005年5月20日

芭黎絲出生於紐約市，父母是希爾頓酒店集團主席巴倫·希爾頓的第六子理查·希爾頓與女演員凱西·希爾頓。芭黎絲是長女，其次是她的妹妹妮姬·希爾頓，排行第三的弟弟是巴倫·希爾頓二世，最小的弟弟是康拉德·修斯·希爾頓三世。希爾頓也是70年代兩位童星金·理查茲和凱爾·理查茲的外甥女，她與兩位影星莎莎·嘉寶和伊莉莎白·泰勒也有著親戚關係。
她的祖父是希爾頓酒店集團現任主席巴倫·希爾頓，祖母是（前名）瑪麗蓮·霍利。希爾頓的曾祖父母是希爾頓酒店的始創人康拉德·希爾頓，與他的第一任妻子瑪麗·巴倫。康拉德·希爾頓在沒有留下任何遺言或遺囑下，於1979年與世長辭。巴倫·希爾頓其後的遺產爭奪最終告上法庭，最後於1988年勝訴並由芭黎絲的父親得到遺產的承繼權。
小時候的芭黎絲與家人居住在不同酒店的總統套房，包括曼哈頓的華道夫-阿斯多里亞酒店、比佛利山和漢普頓。她高中一年級就讀於加利福尼亞州的城市Rancho Mirage的Marywood-Palm Valley School，而她高中二年級，以及她的初中生涯都就讀於紐約的Dwight School，但最後並沒有完成高中畢業便輟學，取得GED（普通教育程度）。
外界不斷在計算或猜測芭黎絲可得到的遺產總值，在各種不同的計算之下，估計約美金3000-5000萬元。

## 媒介事業

### 模特兒
芭黎絲小時候已當上模特兒，她的首次演出是為慈善活動作表演。19歲時簽進地產大亨唐納德·川普的模特兒公司T Management。除此之外，她亦曾經與多間有名的模特兒公司合作過，例如紐約的Ford Models、倫敦的Models 1 Agency、洛杉磯的Nous Model Management以及倫敦的 Premier Model Management。她亦曾參與過不同類型的廣告，包括 Iceberg Vodka，GUESS， Tommy Hilfiger，Christian Dior與Marciano。於2001年更首次被評為「紐約女生潮流指標」的稱號，於是芭黎絲正式展開了她的成名之路。
她亦曾經在數本雜誌中亮相，其中包括了2004年4月的《Maxim》雜誌。

### 女演員

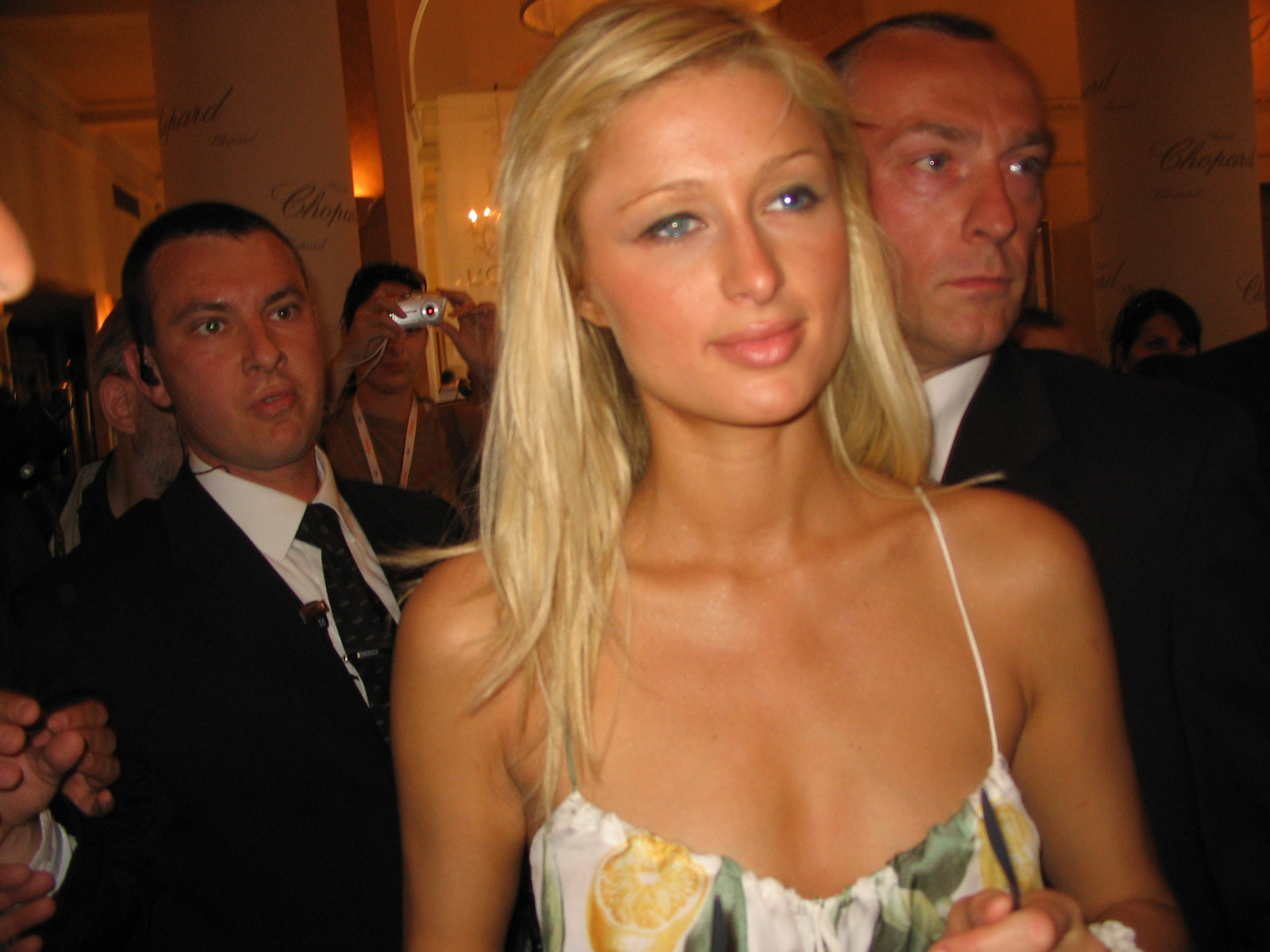
派瑞絲·希爾頓於2005年坎城影展。

芭黎絲在福斯廣播公司的電視真人秀拜金女新體驗（The Simple Life）中，與知名歌手Lionel Richie的養女Nicole Richie共同演出。節目在2003年12月首播，在該季節目中芭黎絲與Richie住在一個位於阿肯色州Altus的農家裡。該節目也是福斯廣播公司相當成功的製作，特色是讓這兩位女孩從事許多藍領的工作、與當地人相處交流並完成關於農村生活的低下工作任務。這兩人沒有辦法體會或融入「簡單生活」，也即是本系列節目要呈現的中心主題。
在第一季締造了成功之後，《拜金女新體驗》在福斯廣播公司繼續多加播出了兩季。聯播網在芭黎絲與Richie的一次爭執之後取消了本節目，但是此節目後來仍接續在E! Entertainment Television播放第四季及第五季並於播放第五季後宣佈完結。
芭黎絲也在其他的電視上增加其曝光記錄，像是客串節目影集《The O.C.》、《Supernatural S05E05》、《The George Lopez Show》、《Las Vegas》、《American Dreams》與《Veronica Mars》。除此之外，她也在許多音樂錄影帶中現身，包括John Oates的〈It Girl〉與Eminem的〈Just Lose It〉。
此外，芭黎絲也客串演出多部電影。最有名的就是2001年的電影《Zoolander》（名模大間諜），她在2002年的電影《Nine Lives》（九條命）中，擔任戲份不多的配角，在2004年的《Raising Helen》（流行教母）、《The Hillz》與2005年的《恐怖蠟像館》都有參與演出。芭黎絲憑在《恐怖蠟像館》扮演的Paige Edwards贏得Teen Choice Award的「最佳尖叫獎」，也獲得「選擇突破性的女性演出」（Choice Breakout Performance–Female）獎項的提名。她也在2006年MTV頻道大獎獲得「最佳受驚表現」的獎項提名。在2006年直接發行DVD的電影《National Lampoon's Pledge This!》與《Bottom's Up》中，她第一次獲得主角的角色。
她另外計畫在多部未上映的電影中以主角身份現身，包含了一部與史丹·李合作，尚未命名的超級英雄電影。她的妹妹Nicky與她的愛犬Tinkerbell也會包含在本片的製作計畫中。

### 唱片藝人
2004年，芭黎絲成立了Heiress Records（唱片製作公司），這是附屬於華納兄弟唱片公司的分支品牌。她在2006年8月22日於Heiress Records旗下發行個人首張同名專輯《Paris》。雖然本張唱片在公告牌二百强专辑榜排行榜其中一週拿到了第六名的位置，唱片銷量不算出色，但都獲得白金唱片認證 。《Paris》這張專輯的製作人包括了Greg Wells、Kara DioGuardi、Jane Wiedlin與Scott Storch。芭黎絲也在歌曲〈Fighting Over Me.〉中與Fat Joe和Jadakiss合作。專輯的第一首單曲〈Stars Are Blind〉由Fernando Garibay製作，以電腦下載的方式在2006年6月發行，並攀上公告牌百强单曲榜第18的成績；單曲〈Turn It Up〉與〈Nothing in This World〉接續成為在全世界發行的單曲，當知名音樂網站All Music Guide評論本張專輯時，他們的意見是「比任何布蘭妮·斯皮爾斯或Jessica Simpson發行過的歌曲都還有趣，而且也很具有新意。」其整體收到的評論是毀譽參半。
在2006年8月，藝人Banksy與Danger Mouse在英國許多家唱片行偷偷將500張芭黎絲的專輯調換成他們自己的專輯─專輯特色就是改編芭黎絲的音樂成為諷刺的混音版本、重新修改封面和重寫文案，其中包含了數張芭黎絲的上空裸照，搭上亂改過的文宣口號。
在2007年6月為止，芭黎絲的唱片製作公司仍然只發行過她的專輯《Paris》而已，雖然她曾說過她計畫在未來簽下新的藝人。

## 商業事業
在2004年的秋天，芭黎絲出版了自傳《Confessions of an Heiress: A Tongue-in-Chic Peek Behind the Pose》，此書是與Merle Ginsberg一同撰寫，內容包含了她的彩色照片以及給予成為女繼承人的讀者的忠告。根據報導芭黎絲事先收到10萬美金的稿費。一些媒體批評她的寫作技巧十分拙劣，Robert Mundell也在大衛·萊特曼的晚間秀諷刺這本書的內容。但即使如此，這本自傳仍成為《紐約時報》銷售最佳的書籍（Best Seller）。芭黎絲接著撰寫一本日記，也是和Ginsberg一同撰寫，書名為：「承下日记：承认我的一切」（Your Heiress Diary: Confess It All To Me）。
芭黎絲為Samantha Thavasa的日本商標幫忙設計了一系列的女用手提包。and has also been involved in the design of a jewelry line for Amazon.com.在2004年，芭黎絲參與了Parlux Fragrances一系列的香水製作，原本規劃只做小規模的發售，但因高度需求與訂購而在2004年的聖誕節之前擴大銷售。也將Parlux的系列提升了47%的銷售量（顯然是因為銷售希爾頓品牌香水而造成的結果）。在芭黎絲香水成功的銷售之後，Parlux的香氛系列發行了更多以芭黎絲為名的香水，包含了男士香氛系列。
芭黎絲在2005年將自己的名號租借給一家知名的連鎖夜店Club Paris。在奧蘭多 (佛羅里達州)的第一家店面非常的成功，第二家緊接於2006年的七月開設在 傑克遜維爾。不過芭黎絲在2007年1月被Club Paris的老闆Fred Khalilian開除，原因是她數度沒有現身於該店的宣傳活動。
根據《福布斯》雜誌報導，芭黎絲在2003到2004年期間大約賺進了200萬美金。在2004到2005年大約是650萬美金，而2005到2006年則是700萬美金。

## 個人生活

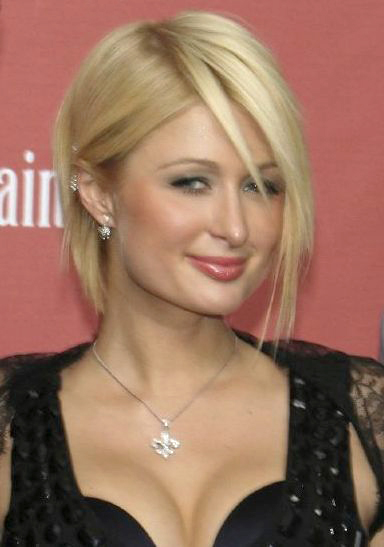
2007芭黎絲·希爾頓

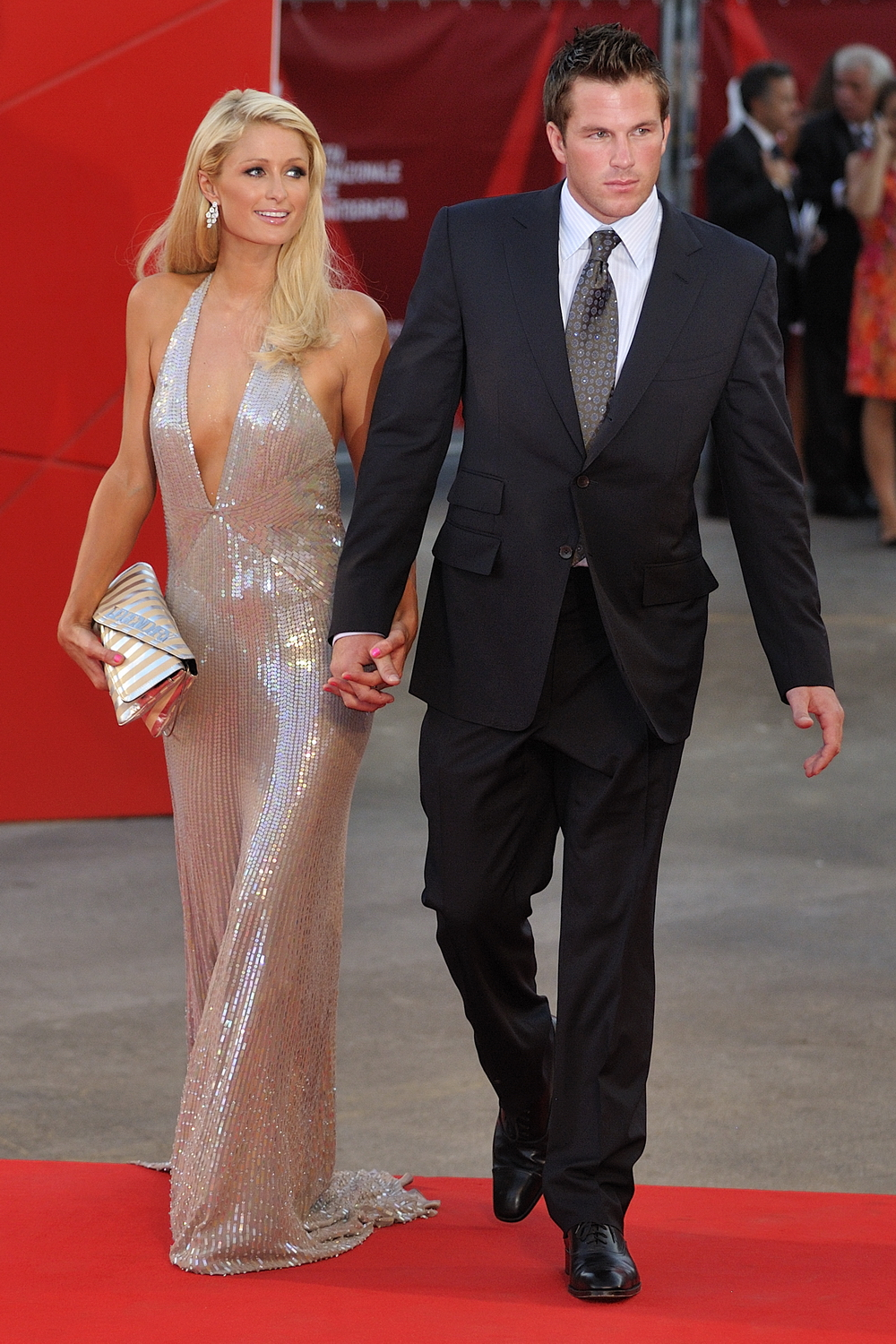
芭黎絲·希爾頓和Doug Reinhardt

芭黎絲在2002年中旬與模特兒Jason Shaw訂婚，在2005年5月29日她宣布自己和希臘船業繼承人巴里斯·拉西斯訂婚的消息，但婚約在五個月後被取消。在此之後她開始和另外一位希臘船業繼承人Stavros Niarchos III約會，但是到了2006年5月芭黎絲的發言人 Elliot Mintz 告訴媒體他們兩人已經分手的消息。這是一次芭黎絲重新認識自己的嘗試，她從2006年7月開始讓自己停止從事長達一年的性行為活動。她在電視節目 Regis and Kelly說到：「一夜情並不適合我，我認為當你放棄時，男人總是要的更多，如果你不答應他們達到本壘，那是很噁心的。」
在2006年7月，芭黎絲被拍到了和男性好友Brandon Davis親吻的照片，這位男士5天後在全國性的電視節目上天和琳賽·蘿涵「大聲吵架」（ranted against）。
2007年1月，芭黎絲的私生活再度登上ParisExposed.com的頭條，這個網站專門報導名人私底下的模樣、醫療記錄、影像與其他任何與隱私有關的事物，具傳他們因為芭黎絲沒有付款而得到了她的倉庫的鑰匙，倉庫裡面放的則是她的拍賣品。CNN頻道的新聞節目安德森·古珀 360°中討論到本網站中保留的芭黎絲使用種族侮辱字眼的鏡頭。CNN's Anderson Cooper 360 discussed footage obtained from the website which features Hilton using several ethnic slurs.2007年2月芭黎絲來申請了暫時的禁制令以反擊ParisExposed.com的行為，本網站也在重回線上前暫時關閉了一段時間。
2007年6月11日芭黎絲從監獄裡接受了電話專訪，她告訴Barbara Walters上帝會給她一次自新的機會，而她也將不會再繼續"笨蛋一樣的行為"。
芭黎絲前男友為瑞士男模特兒Alexander von Zweigbergk Väggö。
芭黎絲與電視名人金·卡戴珊是好朋友。
2019年12月，希爾頓開始與商人卡特·瑞姆建立關係。2021年2月13日訂婚後，希爾頓和瑞姆於2021年11月11日在洛杉磯結婚。

### 寵物
芭黎絲喜歡小型狗的特色十分有名，她養了一隻約克夏品種的狗名為Terrier，以及一隻母的吉娃娃名為Tinkerbell。在2007年7月25日，她在洛杉磯的寵物店《Pets of Bel Air》又購入了一隻公的吉娃娃。
Tinkerbell（在2002年10月31日出生於雅典），是她在希臘一個名為Andreas Evagelopoulos的飼養人手中以3000歐元購得。芭黎絲獲得了Tinkerbell的所有權之後讓養小型狗的風氣更為流行，有人就稱這是 「裝飾狗」（accessory dogs）。芭黎絲經常被人看見帶著狗兒出席社交活動、大型聚會以及出現在整整五季的真人實境秀拜金女新體驗《The Simple Life》當中。在2004年，Tinkerbell出版了一本回憶錄，書名是《Tinkerbell Hilton的日記》。2004年8月12日，Tinkerbell在芭黎絲的公寓被洗劫後失蹤。芭黎絲懸賞了5000元美金換取Tinkerbell可以安全的回來，在6天後小狗終於被找到，之後Tinkerbell又一同和芭黎絲在許多場合中成為鎂光燈的焦點。

### 性愛影片
一部芭黎絲與前男友瑞克·索羅門的自拍性愛電影在福斯廣播公司參與的真人實境秀"拜金女新體驗"《The Simple Life》 開播之前外洩，在2003年底引起了全世界的注意。有人推测影片的泄露是为了赚取知名度的炒作，但芭黎絲強烈的否認這是宣傳手法，並宣稱當大眾購買這捲帶子時，她覺得很丟臉，而且備受侮辱。而2004年另一支取名為《芭黎絲的1夜》的性愛錄影隨後也發行DVD，並更增加了芭黎絲的曝光率。這部影片贏得了三項2005年的成人影片新聞獎（AVN），包括「本年度最佳銷售標題」。芭黎絲原本控告Salomon發行了這支影片，但是在2005年7月兩人達成庭外和解。據報導芭黎絲因為本片獲得了40萬美金的收入，並且計畫捐出部分費用給慈善單位。雖然在2006年接受《GQ》雜誌的專訪中，她宣稱她從未因這部影片的發行而獲取任何的金錢。

## 公民事務
2004年11月，芭黎絲參與了Sean Combs的《投票或掛掉-由公民來改變》的活動，這個活動目的為了鼓勵年輕人參與美國2004年總統大選的投票。但她後來卻因不僅沒有投票，連註冊都沒有付諸實行而備受批評。即使她在拉里·金的節目中申明，她在每一場選舉中都有去投票。

## 法律問題

### 禁制令
2006年3月8日，活動策劃人Brian Quintana在證明芭黎絲對他騷擾與威脅後，申請了一份長達三年的禁制令以作為反擊。

### 版權糾紛
在2007年6月，「Sparta Florida」音樂公司開始進行法律行動，以抗議芭黎絲與「Warner Chappell Music 」的抄襲行為，肇因於她的歌曲〈Stars Are Blind〉與〈Kingston Town〉與Lord Creator的原創歌曲過於類似，但此事件常被誤傳是UB40煽動法律行動的進行，因為這些歌曲就是以他們1990年的版本為中心。根據UB40在網站上的聲明，他們與 "任何針對芭黎絲小姐所採取的法律行動都毫無關係，全部行為都是由歌曲原創者的音樂出版商所進行...最終他們才是這首歌曲版權的擁有者。"

### 與Hallmark的訴訟
在2007年9月6日，對《Hallmark Cards Inc》公司向美國地方法院提起禁令訴訟，原因是他們在賀卡上不僅違法使用她的照片，還打上「That's hot」（熱情如火）的標題。在命名為《芭黎絲當女傭的第一天》（Paris's First Day as a Waitress）的卡片上附有一張畫成卡通版的芭黎絲，打扮成女傭模樣拿著餐盤服務的圖片，旁邊還畫了一個芭黎絲的對話泡泡寫著：「別碰那個，很火熱喔！」（Don't touch that, it's hot.），這句話在2007年2月13日已經申請註冊商標。芭黎絲的律師Brent Blakely說，所有侵權損失的討論都會基於這張獲利2.49美金的卡片為主，Julie O'Dell則說Hallmark是在卡片上是利用諷刺的手法，而這方式是在法律合理使用的保護之下。

### 違反駕駛行為
2006年9月，芭黎絲因酒醉駕駛而遭到逮捕與起訴，其酒測結果0.08% 未達加州法令的最低標準。芭黎絲的駕照隨後在2006年11月被吊銷。以及在2007年1月she pled no contest to the alcohol-related reckless driving charge.她被處以36 個月的緩刑與交付大約1500元美金的罰款。
在2007年1月15日她因無照駕駛而被警方攔下，且簽下一份確認自己知道無權駕駛的文件。在2007年2月27日芭黎絲被逮到在車速35英里的區域以70英里的速度行駛，同樣是無照駕駛並且即使在大半夜也沒有開車燈。洛杉磯的檢察官以上述的行為起訴了芭黎絲，並附加指出芭黎絲在上次的緩刑後，並未出席法庭規定的酒駕教育課程。
2007年5月4日芭黎絲因違法緩刑條令而被法官Michael T. Sauer判刑拘役45天。在一開始芭黎絲打算要上訴，並尋求網上請願的支持。asking California governor Arnold Schwarzenegger for a pardon.在反應當中，龐大的反對者宣稱請求維持判決。兩份請願書都吸引了上萬人簽名，芭黎絲稍後撤換了自己的律師團隊，並且放棄了上訴的計畫。

#### 入獄判決

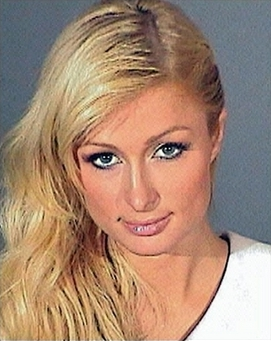
芭黎絲面部照片

芭黎絲被要求於2007年6月5日開始服刑，不然就會有加重刑期的風險。在2007年6月3日出席了2007年MTV 電影大獎之後，芭黎絲在西岸時間晚間11點38分，自行登記進入了世紀區服刑中心（Century Regional Detention Facility），此處是位於加州Lynwood全部羈押女性罪犯的監獄。在這裡，芭黎絲被當局轉到特別區─「一個保留給警官、官員、名人與其他受矚目的罪犯的區域」芭黎絲被授與的犯人登錄編號是《9818783》。因為良好表現的紀錄，當局接受了在45天的刑期中芭黎絲只需服23天的決定。

##### 早期釋放
在本事件發生了無可預料的轉變，洛杉磯郡的警長Lee Baca在6月7日的清晨簽署一份命令，重新判定芭黎絲只需在家帶著電子腳鐐服役40天，原因是不明的醫療狀況。警長Baca就此舉對福斯廣播公司發表意見：「我要傳達給不喜歡名人的群眾的訊息是─只因為身為名人，就得受到比一般美國民眾更多的懲罰，這並不是正義的事情。」根據 Baca的聲明，在正常的狀況下，芭黎絲將不必在牢裡服任何的刑期，他也附加說明：「這個特別的待遇，就某種意義來說，明顯的是因為她名人的身份...而使得她在牢裡待上更多的時間。」然而《洛杉磯時報》在分析中提出了反對證據，文章中推斷她在囚禁4天後就被釋放，這和歷史紀錄中60%觸犯相似法律的罪犯待遇相同。《洛杉磯時報》的文章中也分析到芭黎絲實際服役時間超出懲罰的狀況，其實有80%犯有類似罪刑的人也都遭遇到了。

##### 返回監獄
在芭黎絲從牢裡被釋放的同一天，法官Michael Sauer命令芭黎絲在隔日早上必須出庭（6月8日），因為之前的判決陳述明顯的說到她的服刑將會是「不准休假、不准釋放、不准使用電子腳鐐代替。」法官也說根據他的消息，警長是在法官並未同意的情況下蓄意釋放了芭黎絲，法官也再次重申對她原本的判決結果。在芭黎絲於一個小包廂聽完律師的轉述，知道自己必須回到牢獄中繼續服完原本判決的45天刑期後，她大叫道：「這不是正確的！（It's not right！）」，且開始尖叫著要她也出席開庭的母親抱住自己，她隨後被護送離開現場。因考慮到芭黎絲的狀況，使得她被送到具有醫療設施的洛杉磯雙子塔監獄（Twin Towers Correctional Facility），在6月13日她又被送回到位於Lynwood的世紀區監獄（Century Regional Detention Facility），原因是她的狀況已經獲得改善。（芭黎絲從獄中接受專訪宣稱她正受苦於幽閉恐懼症的折磨，雖然一位未具名的「芭黎絲室友」宣稱那其實是「廁所恐懼症」)
在2007年6月9日典獄長Marty Angelo向法官Michael Sauer提出申請，要求法官能在芭黎絲剩下的刑期中，以特別的待遇釋放芭黎絲。但 Angelo的訴求像是沒被聽見一樣，之後他在自己的網站上刊登了一篇文章名為《給芭黎絲的公開信》。芭黎絲在從監獄釋放的兩天後，於2007年6月28日的脫口秀節目中則對主持人拉里·金說自己已經開始「全新的生活」。Angelo出版了名為《Once Life Matters: A New Beginning》的傳記。他也在芭黎絲被關進監獄之前，於2007年5月23日將本書透過芭黎絲的律師Richard A. Hutton 寄給她本人。因此訪談中芭黎絲直接引用本書中第178頁──Angelo 給予犯人的座右銘：「別服務於時間，讓時間來服務你。」芭黎絲申明：「我照做了而且真的很有幫助。」

##### 二度釋放
芭黎絲在6月26日西岸時間12:15am 從監獄裡被釋放出來，芭黎絲服刑的時間共計為22天，其中也包含了她全天居家服役的時間。釋放當時還遇到大批狗仔隊與攝影師。芭黎絲之後曾被報導在2007年7月會前往參訪盧安達，以實現她在獄中的誓言，並期待能引起大家對於當地種族屠殺的關注，告訴世人他們能為這個地方做哪些事情。
2007年6月29日，對相當受歡迎的電視網MTV頻道控訴芭黎絲在獄中接受拉里·金訪問時，對於其濫用藥物的問題撒了謊。芭黎絲否認自己曾經對藥物上癮，甚至從未使禁藥。MTV則發表一篇新的文章，當中引用了TheSmokingGun.com 網站刊登數個芭黎絲的影像片段，包含了她看來與聽來都像吸了大麻的模樣、正在買迷幻磨菇的鏡頭與驕傲的說：「我有最棒的大麻！」的話語。

## 大眾文化
芭黎絲曾說自己是「十年來金髮美女的表率」，也將自己比擬為黛安娜與瑪麗蓮·夢露，不過稍後她在2007年5月的《Bazaar》雜誌否認自己曾這樣說過。據報導她將會在2007年版本的金氏世界紀錄大全中出現，而她的紀錄是「最被高估的名人」。在一個由Associated Press與AOL共同進行的民意調查中，芭黎絲在投票中成為「2006年最差名人典範」的第二名，僅次於布蘭妮·斯皮爾斯。許多人批評芭黎絲是「因為想成名而成名了」的代表人物，為了呼應這個意見，Associated Press在2007年2月進行了一個他們稱為是「實驗」的活動，就是嘗試一整個禮拜不要報導芭黎絲的新聞。
在2007年5月11日一個由Daniel Edwards設計，名為《芭黎絲·希爾頓屍體》的雕塑在紐約的Capla Kesting藝術中心展出。芭黎絲被製成蠟像，並且是已經死亡的、全裸且雙腳張開的模樣。這個雕塑品傳達的意義是針對於「別讓年輕女孩喝酒或開車」的議題。
芭黎絲是漫畫家Joss Whedon描繪的超級英雄X-Men#7 的參考對象，媒體大肆報導與討論著相關話題，在X-Men從怪獸手中拯救了紐約市之後，Emma Frost說了「30秒！30秒！在那個沒用的爛女人在派對裡上空跳了三分鐘的舞之後。這好像沒啥值得表揚的...」然後Colossus問：「那個希爾頓女孩是誰？」，對此Beast回答到：「這沒啥關係，以很多的標準來說。」
前衛搖滾樂團Rush的吉他手Alex Lifeson也在他們2004年8月8日在紐約市的演唱會中，把芭黎絲當成表演話題。Lifeson在樂曲〈La Villa Strangiato〉進行時又展現他大聲嚷嚷的特色，在演唱會上他談到了如果他是芭黎絲（工作人員放著歌曲，團員Geddy與Neil加入)，然後他大叫著：「你的腦子在哪？」（WHERE'S YOUR BRAIN?）、「你真讓我覺得噁心！」（YOU MAKE ME SICK!）。

### 諷刺軼事
- 在卡通片《南方公園》的第八季第12集《愚蠢又被寵壞的妓女影像套組》（Stupid Spoiled Whore Video Playset）中，諷刺地演出芭黎絲在南方公園開了新店，並且在她的寵物狗Tinkerbelle自殺後又買了一隻奶油犬。本集的高潮是在一個“whore-off（停止妓女行為）”的比賽中，當Slave先生將芭黎絲的整個身體塞到自己的肛门中，並消失不見之後，她輸了這場比賽。
- 《Robot Chicken》暗諷芭黎絲的性愛錄影帶（在《Badunkadunk》這一集中），將男女主角芭黎絲與Rick Salomon 取代為來自於《Masters of the Universe》的Beastman與Teela，也嘲笑她在電視節目《The Simple Life》當中的模樣。
- 在《Bratz》這個擬真卡通系列中，在《綁架（Kidnapped）》這一集更具體的創造了一個諷刺芭黎絲的客串角色，名為“London Milton”（因為Paris原意為巴黎，相對於倫敦的對照）。
- 在卡通中《Homerazzi》這一集裡面，Bart 在一家商店裡嘲笑一名在性愛錄影帶中現身，名為「Paris Texan」的女子（此為諷刺芭黎絲的角色）。
- 在網路遊戲《魔獸世界》中，Haris Pilton （页面存档备份，存于） 可以在「沙塔斯城」的貧民窟中，於世界的盡頭小酒館找到她和陪伴在她身邊的寵物 Tinkerbell，她工作證上的身份則是寫著 "社交名媛"。
- 在迪士尼頻道影集《小查與寇弟的頂級生活》中，非常富有的頂上飯店老闆的女兒名字是London Tipton，其實也是個諷刺芭黎絲所創造的角色。[69]
- 在2007年芭黎絲短暫的遭到監禁之後，一個嘲諷她監禁判決的音樂錄影帶，在相當受到歡迎的網站YouTube上發表。當中“表揚”了在獄中表現良好的芭黎絲（由一位長相酷似的女性扮演），並襯上芭黎絲的歌曲《Stars Are Blind》（星星都不亮了），這支影片隨即大受歡迎，在五天內達到超過三百萬次的點擊率。[70][71]
- 在2007年的嬉鬧片《搞乜鬼大製作》中有一段諷刺芭黎絲的情節，情節是在她步出一家服飾店之後，在她被主角撞死之前，她說了一句：「I'm so hot。」，而她的小狗則跑掉了。
- 在肥皂劇《As the World Turns》中，創造了一個以自我中心的名媛角色名叫「Vienna Hyatt（維也納凱悅）」，此角由Ewa da Cruz飾演。
- 2004年的喜劇《White Chicks》（台灣譯：小姐好白）當中，被寵壞的繼承人Brittany 和Tiffany Wilson的角色是諷刺芭黎絲與她的妹妹Nicky。電視節目《The Simple Life》的主題曲是由The Penfifteen Club演唱的《Hey Ms. Hilton》，也被這個樂團自己重新錄製，成為電影中的歌曲：《Hey Ms. Wilson》。
- 超現實反串表演者Russella策劃了一個45分鐘的音樂劇來諷刺芭黎絲的生活，此劇以查爾斯·狄更斯的小說《A Christmas Carol》為基礎（並非很嚴謹的手法）。此劇觀點是說到芭黎絲的存在，是來自於媒體為了不至於在新聞頭版都得報導讓人沮喪的新聞的需求。

## 電影
- Wishman (1991)
- Sweetie Pie (2000)
- 名模大間諜 (2001; cameo)
- 九條命 (2002)
- QIK2JDG (2002)
- L.A. Knights (2003)
- 仙境謀殺案 (2003)
- 魔法靈貓 (2003)
- The Hillz (2004)
- 流行教母 (2004)
- 恐怖蠟像館 (2005)
- Bottoms Up (2006)
- Pledge This! (2006)
- The Hottie and the Nottie (2008)

## 综艺节目
- 芭莉絲希爾頓：千金私廚（2021）

## 唱片目錄

### 專輯
- Paris
  - 發行日期：2006年8月22日

### 單曲
出自Paris：
- Stars Are Blind
- Turn It Up
- Nothing in This World
- Screwed

## 外部連結
- （英文）Paris Hilton's Official Website
- （英文）Paris Hilton's Official Music Career Website （页面存档备份，存于）
- （英文）芭黎絲·希爾頓在MusicBrainz上的頁面（英文）
- （英文）Paris Hilton's Official YouTube （页面存档备份，存于）
- （英文）芭黎絲·希爾頓在互联网电影资料库（IMDb）上的資料（英文）
- 芭黎絲·希爾頓的Instagram帳戶
- 芭黎絲·希爾頓的X（前Twitter）
- 芭黎絲·希爾頓在豆瓣上的资料（简体中文）